# Shorea platyclados
Shorea platyclados är en tvåhjärtbladig växtart som beskrevs av V. Slooten och Endert. Shorea platyclados ingår i släktet Shorea och familjen Dipterocarpaceae. Inga underarter finns listade i Catalogue of Life.